# Zdravilna pena
Zdravílna péna je farmacevtska oblika, sestavljena iz velike prostornine plina, dispergiranega v tekočini.
V splošnem vsebujejo eno ali več zdravilnih učinkovin, površinsko aktivno snov, ki zagotavlja njihov nastanek, ter različne druge pomožne snovi. Navadno se uporabljajo za nanašanje na kožo ali sluznico. Zdravilne pene, ki so namenjene uporabi na hudo poškodovani koži in velikih odprtih ranah, morajo biti sterilne.